# Theodor Radaković
Theodor Radaković (Graz, 4 de novembro de 1895 – Viena, 10 de janeiro de 1938) foi um matemático austríaco. Foi professor da Universidade de Graz.
Filho de Michael Radaković, estudou após o Abitur em 1913 no Staats-Gymnasium Czernowitz da Universidade de Berlim, interrompido pelo serviço militar na Primeira Guerra Mundial. A partir de 1918 continuou seus estudos em Graz e na Universidade de Bonn, onde obteve um doutorado em 1921, orientado por Hans Hahn, com a tese Über singuläre Integralgleichungen und Interpolationsformeln. Em seguida esteve na Universidade de Hamburgo e mais tarde na Universidade Técnica de Viena, onde obteve a habilitação e foi Privatdozent. Nesta época participou eventualmente dos encontros do Círculo de Viena. A partir de 1934 foi professor extraordinário da Universidade de Graz.
Parcialmente com Josef Lense escreveu diversos artigos matemáticos para o Handbuch der Physik de Geiger/Scheel.